# Rodange vasútállomás
Rodange vasútállomás Luxemburgban, Pétange településen található.

## Vasútvonalak
Az állomást az alábbi vasútvonalak érintik:
- 70-es vasútvonal

## Kapcsolódó állomások
A vasútállomáshoz az alábbi állomások vannak a legközelebb:
- Lamadelaine vasútállomás
- Gare de Longwy
- Athus railway station
- Aubange railway station
- Gare de Mont-Saint-Martin
- Pétange vasútállomás